# Newsholme (East Riding of Yorkshire)
Newsholme – osada w Anglii, w hrabstwie East Riding of Yorkshire. Leży 39 km na zachód od miasta Hull i 256 km na północ od Londynu.